# Liste des lieux patrimoniaux de Moose Jaw
Cet article recense les lieux patrimoniaux de Moose Jaw inscrits au répertoire des lieux patrimoniaux du Canada, qu'ils soient de niveau provincial, fédéral ou municipal.
Pour le reste de la province, voir Liste des lieux patrimoniaux de la Saskatchewan.

## Liste
| [ 1 ] | Lieu patrimonial                                                     | Illustration             | Adresse                        | Coordonnées      | No    | Constr. | Prot.                                | Rec. | Notes |
| ----- | -------------------------------------------------------------------- | ------------------------ | ------------------------------ | ---------------- | ----- | ------- | ------------------------------------ | ---- | ----- |
| M     | 72 High Street East                                                  | Téléverser               | 72 High Street East            | 50.3918 -105.532 | 6401  |         | Municipal Heritage Property          | 2004 |       |
| M     | Canadian National Railway Station                                    | Téléverser               | 341 Stadacona Street E         | 50.3944 -105.526 | 1526  | 1919    | Municipal Heritage Property          | 2002 |       |
| M     | Chinese United Church                                                | Chinese United Church    | 303 High Street W              | 50.3913 -105.542 | 7057  | 1883    | Municipal Heritage Property          | 1984 |       |
| M     | Eaton's Store                                                        | Téléverser               | 500 Main Street N              | 50.3948 -105.535 | 1669  | 1928    | Municipal Heritage Property          | 1991 |       |
| M     | Elk (Sun) Block                                                      | Téléverser               | 16-18 Main Street North        | 50.3901 -105.535 | 6465  | 1910    | Municipal Heritage Property          | 1989 |       |
| M     | Former Army & Navy Store                                             | Téléverser               | 229 Main Street North          | 50.3922 -105.535 | 6461  | 1918    | Municipal Heritage Property          | 2001 |       |
| M     | Former Capitol 3 Theatre                                             | Téléverser               | 217 Main Street N              | 50.3919 -105.535 | 6462  | 1916    | Municipal Heritage Property          | 2001 |       |
| F     | Gare ferroviaire de la Canadien National                             | Téléverser               | 341 Stadacona St. E.           | 50.394 -105.526  | 6758  | 1919    | Heritage Railway Station             | 1992 |       |
| F     | Gare ferroviaire du Canadien Pacifique                               | Téléverser               | 3 Manitoba Street West         | 50.389 -105.535  | 6639  | 1922    | Heritage Railway Station             | 1991 |       |
| M     | Gert Elders Interiors & Home Furnishings (Old Masonic Temple)        | Téléverser               | 23 Main Street N               | 50.3901 -105.534 | 1985  | 1906    | Municipal Heritage Property          | 1984 |       |
| M     | Hopkins Dining Parlour                                               | Téléverser               | 65 Athabasca Street W          | 50.3899 -105.538 | 3385  | 1905    | Municipal Heritage Property          | 1996 |       |
| M     | Jitney Dance Hall                                                    | Téléverser               | Connor's Park                  | 50.3688 -105.553 | 3386  | 1916    | Municipal Heritage Property          | 1989 |       |
| M     | Land Titles Building                                                 | Téléverser               | 76 Fairford Street W           | 50.3925 -105.537 | 2189  | 1910    | Municipal Heritage Property          | 1997 |       |
| M     | Latimer Residence on Oxford Street                                   | Téléverser               | 37 Oxford Street W             | 50.3989 -105.536 | 7072  | 1905    | Municipal Heritage Property          | 1994 |       |
| F     | Lieu historique national du Canada du Palais-de-Justice-de-Moose Jaw | Téléverser               | 64 Ominica Street West         | 50.3936 -105.537 | 13178 | 1909    | National Historic Site of Canada     | 1981 |       |
| F     | Manège militaire de D.V. Currie VC                                   | Téléverser               | 1215 Main Street North         | 50.4035 -105.533 | 11051 | 1914    | Recognized Federal Heritage Building | 1998 |       |
| M     | Moose Jaw Cemetery                                                   | Téléverser               | 1000 Block Caribou Street East | 50.3964 -105.508 | 6399  | 1911    | Municipal Heritage Property          | 1999 |       |
| M     | Moose Jaw City Hall                                                  | Téléverser               | 228 Main Street N              | 50.3905 -105.534 | 7068  | 1914    | Municipal Heritage Property          | 1982 |       |
| P     | Palais de justice de Moose Jaw                                       | Téléverser               | 64 Ominica Street West         | 50.3956 -105.537 | 3098  | 1909    | Provincial Heritage Property         | 1988 |       |
| M     | Moose Jaw Fire Hall                                                  | Téléverser               | 136-138 Fairford Street W      | 50.3927 -105.538 | 2673  | 1909    | Municipal Heritage Property          | 1982 |       |
| M     | Moose Jaw Public Library                                             | Moose Jaw Public Library | 461 Langdon Crescent           | 50.3947 -105.532 | 6400  | 1913    | Municipal Heritage Property          | 1982 |       |
| M     | Old CPR Station                                                      | Téléverser               | 5 Manitoba Street East         | 50.3895 -105.535 | 7778  | 1922    | Municipal Heritage Property          | 1999 |       |
| M     | Public Comfort Station                                               | Téléverser               | Crescent Park                  | 50.3936 -105.531 | 3384  | 1920    | Municipal Heritage Property          | 1985 |       |
| M     | St. John's Anglican Church                                           | Téléverser               | 124 1st Avenue NE              | 50.3915 -105.532 | 3387  | 1909    | Municipal Heritage Property          | 1994 |       |
| M     | St. Mark's Presbyterian Church                                       | Téléverser               | 80 High Street East            | 50.3918 -105.532 | 6463  | 1900    | Municipal Heritage Property          | 1984 |       |
| M     | Walter Scott Building                                                | Téléverser               | 12 High Street East            | 50.3918 -105.534 | 5014  | 1911    | Municipal Heritage Property          | 2005 |       |
| M     | Zion United Church                                                   | Téléverser               | 423 Main Street N              | 50.3941 -105.535 | 7071  | 1907    | Municipal Heritage Property          | 1983 |       |